# Hjulplov
Hjulploven er gammel type plov, der har navn efter, at den forreste ende af redskabet hviler på et hjulforstel. Den repræsenterer en version af den muldfjælsplov, som udvikledes i århundrederne før Kristi Fødsel i det hollandske og nordvesttyske område langs Nordsøen. Fremskridtet ved muldfjælsploven var samspillet mellem langjernet, som skærer et lodret snit, det vandrette plovskær, som underskærer furen, og muldfjælen, som vender den fritskårne fure med bunden opad over i forrige åbne fure. Muligvis har muldfjælsploven fra begyndelsen også været udstyret med hjulforstel, den såkaldte hjulplov, men frem til senmiddelalderen har muldfjælsplove både med og uden hjulforstel været udbredte, og først derefter synes versionen med hjulforstel dominerende.
Muldfjælsploven, med eller uden hjulforstel, kom til Danmark i løbet af yngre romersk jernalder (ca. 200-400 e.Kr.), og den anvendtes indtil omkring 1860, hvor den blev helt afløst af svingploven.

## Funktion
Muldfjælsploven, med eller uden hjulforstel, består af flere sammensatte dele. En vandret trækstang, åsen, der er sammenføjet med stjerten og sulen, som igen er forbundet med det vandrette løb. Omtrent midt i åsen sidder en lodret kniv, langjernet, som giver furen et lodret snit. Plovskæret sidder forrest i løbet og skærer furen fri i bunden. På siden af plovens sule og stjert sidder et skråt udstående bræt, muldfjælen, som tvinger den løsnede furestrimmel opad og over i foregående åbne fure med bunden opad. Det er par excellence muldfjælen, som som definerer pløjeredskabet, som derfor gerne i nyere faglitteratur betegnes en muldfjælsplov, fremfor den traditionelle betegnelse en hjulplov, som er knap så beskrivende i forhold til dens væsentligste funktionsdel.
Under pløjearbejdet regulerer man plovens dybde i furen ved at flytte trækpunktet for de forspændte heste eller stude. På muldfjælsploven uden hjulforstel reguleres dybden direkte ved at flytte trækpunktet i forreste ende af åsen en smule frem eller tilbage. På muldfjælsploven med hjulforstel, hjulploven, er trækdyrene forspændt hjulforstellet, og hjulforstellet er forbundet til forreste ende af åsen med en trækkæde af jern eller pilevidje. Her her reguleres plovens dybde ved at justere hvor åsens forreste ende hviler på hjulforstellet. Brugen af hjulforstellet havde den fordel, at ploven fik en mere rolig gang og lettere beholdt den valgte dybdeindstilling, og var den rigtig indstillet, passede den stort set sig selv.
Muldfjælsploven, med eller uden hjulforstel, betød et afgørende teknologisk fremskridt i forhold til oldtidens gamle pløjeredskab, arden. Hvor arden primært kan løsne jorden uden af vende den, da er muldfjælsploven i stand til at vende, mulde og blande jorden, hvormed græs og ukrudtsvækst bekæmpes mere effektivt.

## Eftermæle
De mange udtalelser vi har om hjulploven er mest negative, fordi de landøkonomiske forfattere ved midten af 1800-tallet bedømte den ud fra, om den kunne opfyldte reformtidens nye krav, der blev stillet til jordens dyrkning. I virkeligheden var indvendingerne ikke imod hjulploven som hjulplov betragtet, men imod dens utidssvarende indretning. I forhold til dyrkningssystemerne før landboreformerne i årtierne o. 1800, stillede man i reformtiden nye krav om kraftigere bearbejdning af jorden og græsmarkspløjning. Hertil blev de gamle hjulplove fundet for tunge at trække og for dårligt konstruerede, og derfor fik den gamle hjulplov hurtigt tilnavnet "den tunge plov". I forhold til tidens nye driftsform var kritikken rigtig, men i forhold til den gamle driftsform var den mest unfair. Den gamle driftsform før landboreformerne var tilpasset hjulploven. Her pløjede man blot i ca. 5-10 cm's dybde, og på de lange og smalle agre, som prægede dyrkningssystemerne fra yngre jernalder til begyndelsen af 1800-tallet, kunne man udnytte, at hjulploven havde en rolig gang, der ikke let lod sig slå af jorden, og var den rigtig indstillet, passede den stort set sig selv. Mange landmænd på landboreformerne vedblev længe at fastholde hjulploven, fremfor den nye svingplov, som først 1850'erne overalt fortrængte den gamle hjulplov.